# Cayo Culebra
Cayo Culebra är en ö i Mexiko. Den ligger i bukten Bahía de la Ascensión och tillhör kommunen Felipe Carrillo Puerto i delstaten Quintana Roo, i den sydöstra delen av landet.